# Allan Ellenius
Allan Mattias Ellenius, född 6 augusti 1927 i Uppsala, död 9 december 2008 i Uppsala domkyrkoförsamling, Uppsala län, var en svensk konsthistoriker, professor emeritus och målare.
Han var son till nationsvaktmästaren Emil Ellenius och Hanna Pettersson och från 1960 gift med Gunilla Kollberg. Ellenius var professor vid Uppsala universitet 1977–1993. Som konstkritiker medverkade han i Aftontidningen sedan 1949 och utgav ett flertal skrifter om konst. Han medverkade i utställningar med Uplands konstförening och nyårssalongerna i Helsingborg. Hans konst består av landskap i olja, tempera och akvarell.